# Anaclavella filifera
Anaclavella filifera is een eenoogkreeftjessoort uit de familie van de Lernaeopodidae. De wetenschappelijke naam van de soort is voor het eerst geldig gepubliceerd in 1992 door Kabata.